# Every Life Counts
Every Life Counts (Каждая жизнь имеет значение) — кампания и сеть поддержки для семей, где у ребёнка диагностированы фатальные аномалии плода, и антиабортное движение в Ирландской Республике. Движение проводит кампанию за создание перинатального хосписа в Ирландии в качестве противодействия абортам в случаях фатальных аномалий плода, утверждая, что это не «путь к исцелению», и что аборт вызывает депрессию и страдания:p8.
Они выступают против терминов «фатальные аномалии плода» или «несовместимые с жизнью», называя его «уродливым термином», предпочитая термин «состояние, ограничивающее жизнь» (life limiting condition). Они отмечают, что некоторые люди с диагнозом «фатальные аномалии плода» (например, синдром Патау, также известный как трисомия 13) живут много лет после рождения.
После дела ООН «Меллет против Ирландии» в 2016 году они заявили, что Комитет ООН по правам человека «намеренно игнорировал опыт семей, которые получили огромную радость и любовь, вынашивая своих детей до срока».
Движение подало заявление в Гражданскую ассамблею, на которой обсуждались законы Ирландии об абортах, где они заявили, что аборт не является решением диагноза фатальных аномалий плода:p2. Они были выбраны в качестве одной из групп для выступления перед членами Гражданского собрания.